# お宝発見!とれとれトレジャー
『お宝発見!とれとれトレジャー』（おたからはっけん とれとれトレジャー）は、2004年正月に山陰中央テレビで放送された特別番組。

## 概要
山陰地方でお宝を見つけるという企画で、事前に山陰のあちこちへ行った。

## 出演者
- ネゴシックス
- 安来のおじ
- 竹内駒英（当時山陰中央テレビアナウンサー）
- 枡田史子（当時山陰中央テレビアナウンサー）

## エピソード
- ネゴシックスはうっかり寝過ごしてしまい、番組に大遅刻してしまった。その際に安来のおじから「寝過ごシックス」と揶揄された。
- 行き先を懸けたゲームをする予定だったが、上記でも記述したとおりネゴシックスが遅刻したためにルールを変更。ネゴシックスの罰ゲームとなった。